# Dekasiarczek tetrafosforu
Dekasiarczek tetrafosforu, pentasiarczek difosforu, nazwa Stocka: siarczek fosforu(V) – nieorganiczny związek chemiczny z grupy siarczków, połączenie fosforu i siarki.

## Budowa cząsteczki
Posiada tetraedralną strukturę molekularną podobną do adamantanu i niemalże identyczną ze strukturą dekatlenku tetrafosforu.

## Otrzymywanie

### Skala przemysłowa
Metoda syntezy wykorzystywana w przemyśle polega na bezpośredniej reakcji fosforu białego (P
4) z siarką w atmosferze CO
2 w wysokiej temperaturze. Po raz pierwszy P
2S
5 został otrzymany właśnie tym sposobem przez Berzeliusa w 1843 roku.

### Skala laboratoryjna
P
4S
10 może być także otrzymany poprzez podgrzewanie difosforku żelaza z pirytem lub siarką:
4Fe
2P + 18S → P
4S
10 + 8FeS
4Fe
2P + 18FeS
2 → P
4S
10 + 26FeS

## Właściwości

### Właściwości fizyczne
P
4S
10 rozpuszcza się w CS
2 i wodnych roztworach wodorotlenków alkalicznych. Częściowo rozpuszczalny w eterach, związkach aromatycznych i aminach trzeciorzędowych. Silnie higroskopijny.

### Właściwości chemiczne
Reaguje z wieloma rozpuszczalnikami, m.in. z wodą, DMSO, alkoholami, aminami pierwszo- i drugorzędowymi. W reakcji z wodą powstają kwas fosforowy i siarkowodór, który odpowiada za zapach zgniłych jaj towarzyszący P
4S
10:
P
4S
10 + 16H
2O → 4H
3PO
4 + 10H
2S↑
Łatwopalny, rozkłada się na wolnym powietrzu do dwutlenku siarki i dekatlenku tetrafosforu:
P
4S
10 + 15O
2 → P
4O
10 + 10SO
2↑
Wykorzystywany w reakcjach siarkowania (wymiany atomu tlenu na atom siarki). W roli tej coraz częściej zastępowany jest przez swoją pochodną, odczynnik Lawessona, który otrzymuje się poprzez podgrzewanie anizolu z P
4S
10. Reaguje z pirydyną, tworząc kompleks P
4S
10(py)
4, również wykorzystywany w reakcjach siarkowania

## Zastosowanie
Rocznie produkuje się około 150 tys. ton P
4S
10. Jest wykorzystywany głównie w syntezie estrów dialkilowych lub diarylowych kwasu ditiofosforowego ((RO)
2P(S)SH i (ArO)
2P(S)SH), które – w postaci soli cynkowych ([(RO)
2PS
2]
2Zn) – stanowią dodatki do smarów i olejów silnikowych. Wchodzi w skład odczynnika Nokesa, wykorzystywanego jako środek flotacyjny w procesie wzbogacania rudy molibdenu – molibdenitu. Wykorzystywany jest również w produkcji pestycydów fosforanoorganicznych, takich jak Paration i Malation.